# Isa Miranda
Ines Isabella Sampietro (Milão, 5 de julho de 1905 — Roma, 8 de julho de 1982) foi uma atriz italiana.
Em 1949, recebeu o prêmio de melhor interpretação feminina no Festival de Cannes por sua atuação em Le mura di Malapaga.